# Urmston
Urmston est une ville de Trafford, dans le Grand Manchester, en Angleterre.